# Coctelera

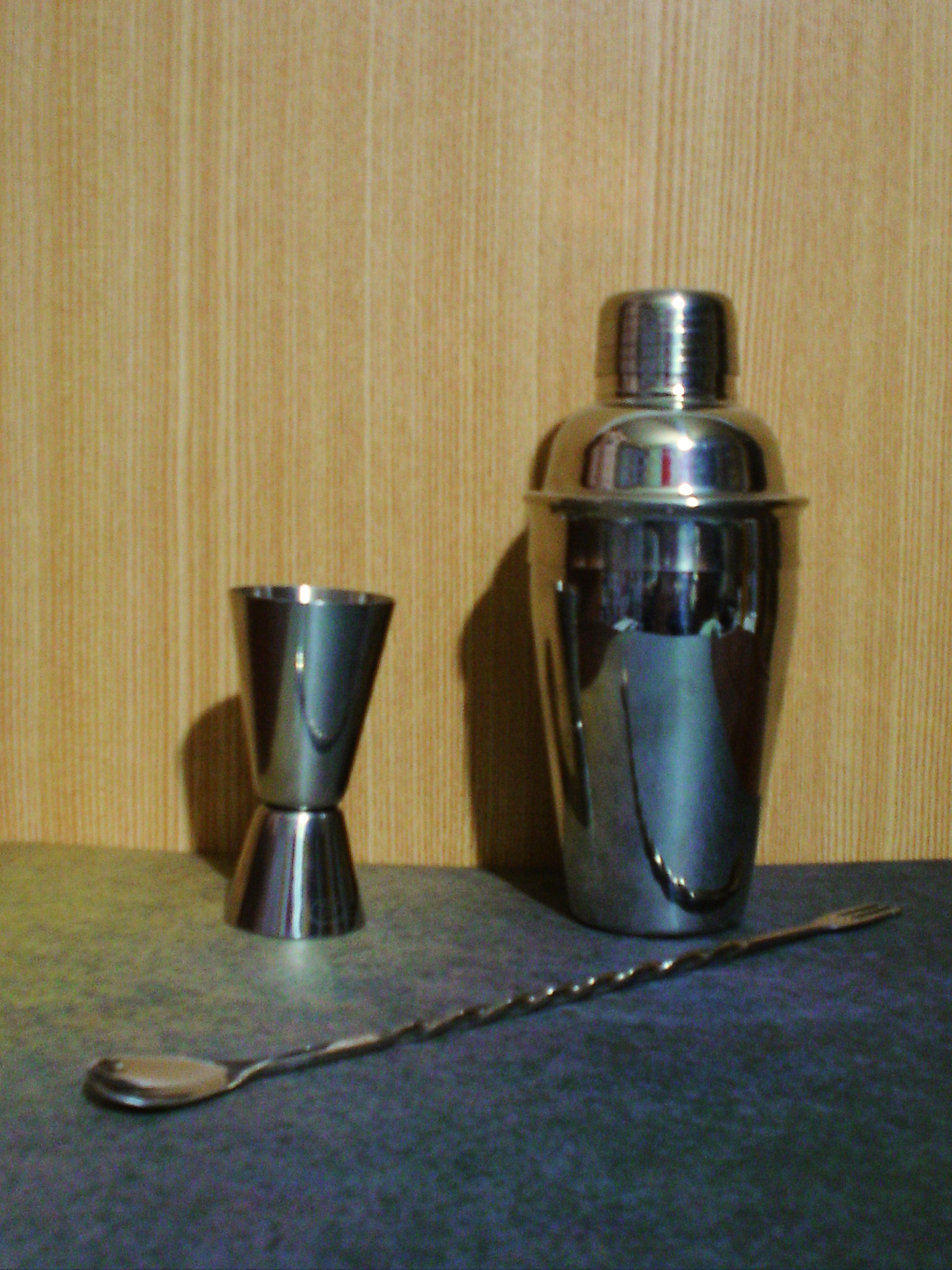
Una coctelera, constituida de tres elementos principales y de una cuchara.

Se denomina coctelera a un recipiente especialmente diseñado para mezclar bebidas. Lo utilizan sobre todo los bármanes en bares y discotecas para la preparación de cócteles.
Para la preparación del cóctel, se colocan los ingredientes en la coctelera (generalmente jugos de fruta, licores, cubitos de hielo, etc.) y se bate agitadamente durante algunos segundos.
Existen diferentes tipos de cocteleras. Pueden variar en la cantidad de piezas, el diseño y el material en que están hechas. La mayoría de las cocteleras modernas están hechas de acero.

### Tipos de cocteleras
Hay muchas variedades, pero los más comunes son los "Cobbler Shaker" (que lleva tres piezas - vaso, un colador incorporado, y la tapa de metal) y el "Boston Shaker" que tiene el vaso de metal normal, otro vaso de vidrio o metal, y un colocador por separado. 